# Гуси-лебеді (мультфільм)
«Гуси-лебеді» — радянський мальований мультфільм 1949 року, створений на студії «Союзмультфільм» за однойменною російською народною казкою.

## Сюжет
Батьки їдуть до міста і попросили свою доньку Машу наглядати за молодшим братом Ванею. Але Маша побачила, що діти грають в українську рухливу гру горюпень (гори гори ясно…), легковажно залишила його сидіти у дворі, а сама втекла грати з рештою у горюпень . Ваня тим часом балувався в піску. Раптом налетіли гуси-лебеді, налякали всіх дітей. схопили Ваню з двору і потягли до господині — Баби-Яги .
І сестра мало не заплакала — але зрозуміла, що сльозами горю не допоможеш і є тільки один вихід — треба брата рятувати, і сестриця вирушила в ліс, шукати хатку на курячій лапці. По дорозі вона допомогла пічці, яблуні та річці, і у відповідь вони показали, куди полетіли гуси лебеді. Маша все ж таки втратила надію і заплакала. Але їжачок допоміг Маші і показав, де Ваня. Баба Яга вже чарівним чином запалила піч і готувалася засмажити Ваню, але Маша його вчасно врятувала. Баба Яга свистом змусила вирушити Гусей у погоню. Але всі, кому допомагала Машаб в свою чергу, вкрили її від погоні, і лише коли їм допомогла пекти, гуси думали, що брат і сестра всередині печі (вони ховалися під жердиною), Гуси залетіли в піч і вона їх засмажити. Гуси вижили, але стали чорними, здалися і відлетіли. Брат і сестра повернулися додому, і якраз приїхали мама і тато — але привезли дітям дешевенькі подарунки (льодяники), але що ще маленьким дітям потрібно?

## Над фільмом працювали
- Автори сценарію: Іван Іванов-Вано[1], Олександра Сніжко-Блоцька
- Режисери: Іван Іванов-Вано, Олександра Сніжко-Блоцька
- Художники-постановники: Лев Мільчин, Надія Строганова
- Художники-мультиплікатори:
  - Володимир Арбеков
  - Олександр Біляков
  - Ламіс Бредіс
  - Дмитро Бєлов
  - Борис Бутаков
  - Володимир Данилевич
  - Костянтин Малишев
  - Фаїна Єпіфанова
  - Кирило Малянтович
  - Лев Попов
  - Борис Степанцев
  - Федір Хитрук
  - Тетяна Федорова
  - Тетяна Таранович
- Художники-декоратори:
  - Валентина Нечаєва
  - Галина Невзорова
  - Віра Роджеро
  - Ірина Троянова
  - Дмитро Анпілов
- Оператор: Микола Воїнов
- Звукооператор: Микола Прилуцький
- Композитор: Юрій Нікольський
- Автор тексту пісні: Олександр Коваленков
- Технічні помічники: У. Свєшникова, В. Шиліна
- Монтажниця: Ніна Майорова
- Ролі озвучували:
  - Марія Бабанова — річка
  - Фаїна Шевченко
  - Галина Новожилова — Маша
  - Леонід Пирогов
  - І. Винокур
  - Михайло Холодов
  - Олександра Денісова
  - Георгій Мілляр — їжачок
  - Віра Орлова — Баба-Яга
- Актори, які озвучували ролі, не вказані в титрах, але перераховані разом зі всією знімальною групою у Додатку на сторінці 203 у книзі: Фільми-казки: сценарії мальованих фільмів. Випуск 1 (1950).

## Український дубляж
Українською мовою мультфільм дубльовано студією «Так Треба Продакшн» у 2005 році. Ролі дублювали: Анатолій Пашнін, Володимир Терещук, Юрій Ребрик, Наталя Надірадзе, Валентина Сова і Олена Бліннікова.

## Мораль мультфільму
Мультфільм навчає дітей тому, що добро завжди відгукується добром. Пічка, яблуня та річка, яким Маша допомагає зі жалості, по дорозі рятують її від гусей-лебедів.

## Відмінності від оригіналу
- У казці гуси-лебеді вже мають погану репутацію. Значить, головна героїня виявила викрадення, коли вони лише промайнули далеко, і зробила висновок про злочин.
- У мультфільмі фігурує звичайна річка, а у казці вона була молочною з кисельними берегами.
- У казці головна героїня відмовляла зустрінутим персонажам. Тому єдиним, хто надав їй допомогу, був їжачок, а у мультфільмі кожен новий герой сприяв щасливому фіналу.
- У казці (переказ Олександра Афанасьєва) Баба-Яга відволікала хлопчика — дала йому грати золотими яблучками, а не просто сидіти на лавці. В інтерпретації Олексія Толстого яблука були срібними.
- У мультфільмі головна героїня сама забирає брата. У казці (обробка Олексія Толстого) їй допомагає мишка.
- В оригіналі головній героїні довелося потім благати річку, яблуньку та грубку, щоб вони сховали її від гусей-лебедів. У фільмі навпаки — всі вони з радістю відгукуються на подяку за раніше надані послуги.
- У мультфільмі гуси-лебеді потрапляють у пастку, підлаштовану Машею, і обгорають у грубці. В оригіналі вони просто не знаходять дітей та відлітають ні з чим.
- У фільмі як гостинці діти отримали льодяники, а в першоджерелі гостинцем була булка.

## Видання на відео
Мультфільм неодноразово видавався на VHS та DVD у збірниках мультфільмів.
- Найкращі радянські мультфільми (Studio PRO Video, VHS 1990-ті);
- «Російські народні казки», випуск 1, серія «Золота колекція» (Союзмультфільм, DVD, дистриб'ютор Крупний план)[2].

## Відгуки
Протягом кількох десятиліть невпинно розробляє Іванов-Вано чудовий, сяючий і невичерпний пласт російської казки. Казки народної та казки літературної, близької за духом народної … У «Казці про царя Дурандаї» ми знаходимо ніби заспів російської теми Іванова-Вано. Теми, якою так чи інакше не мине більшість його фільмів. Вона прозвучить у коротенькій «Зимовій казці» — поетичній фантазії, зітканій зі снігу та наївних чарів різдвяного лісу, покладених на музику П. І. Чайковського; блискітками засяє в «Конику-Горбунці», що тріумфально обійшло весь світ; тією чи іншою мірою відіб'ється в «Гусях-лебедях», у «Казці про мертву царівну і про сімох богатирів», у «Снігуроньці» та в «Дванадцяти місяцях»…
— Абрамова Н.